# Palpares insularis

Palpares insularis är en insektsart som beskrevs av Robert McLachlan 1894.
Palpares insularis ingår i släktet Palpares och familjen myrlejonsländor. Inga underarter finns listade i Catalogue of Life.